# Boa Vista das Missões
Boa Vista das Missões is een gemeente in de Braziliaanse deelstaat Rio Grande do Sul. De gemeente telt 2.100 inwoners (schatting 2009).